# Hell and Silence
Hell and Silence è il secondo EP del gruppo musicale statunitense Imagine Dragons, pubblicato nel 2010.
Dei 5 brani contenuti nell'EP, solo Hear Me verrà successivamente registrato in una nuova versione dalla band, per poi venire pubblicato come primo singolo estratto dal loro primo album Night Visions, in esclusiva per il Regno Unito. Selene e I Don't Mind verranno comunque incluse in alcune edizioni speciali del disco e in The Archive EP.

## Tracce
1. All Eyes – 2:59
2. I Don't Mind – 3:18
3. Hear Me – 3:55
4. Selene – 4:30
5. Emma – 3:32

## Formazione
- Dan Reynolds – voce
- Wayne Sermon – chitarra, cori
- Ben Mckee – basso, cori
- Andrew Tolman – batteria, percussioni
- Brittany Tolman – tastiera, cori